# 郭定
郭定（1445年—？），字靜之，山西澤州高平縣人，官籍，明朝政治人物。進士出身。

## 生平
早年出身國子生，舉山西鄉試第十二名。成化十一年（1475年）乙未科會試第二百六十六名，殿試登進士第二甲第六名。二十二年官河南鄭州知州。

## 家族
曾祖父郭景昭。祖父郭欽，曾任副監察御史。父亲郭質，曾任知州。